# Àlex Granell
Àlex Granell (Gerona, Cataluña, 2 de agosto de 1988) es un exfutbolista español que jugaba en la posición de centrocampista.
Es el cuarto jugador que más partidos oficiales ha jugado en el Girona Fútbol Club.

## Trayectoria
Comenzó su carrera futbolística en categoría regional con el C. E. Farners y el F. C. Palafrugell. A los 20 años, dio el salto a Tercera División con el C. D. Banyoles, A. E. C. Manlleu, U. E. Llagostera y U. E. Olot. Con este último consiguió nueve  goles en la temporada 2011-12, siendo su año más goleador. Debido a su buen desempeño, la U. E. Llagostera lo repescó para la siguiente temporada en Segunda División B, pero al no contar con demasiados minutos en su temporada debut en la categoría de bronce fichó en el mercado de invierno por el Cádiz C. F.
Al terminar la temporada, tras su rendimiento y conocida la renovación de Raül Agné, la suya se daba por hecha en un principio, pero finalmente el Cádiz C. F. desechó su renovación. A finales de julio de 2013 se comprometió con el A. E. Prat.
En 2014 fichó por dos temporadas por el Girona F. C.  En 2017 ascendieron a Primera División y permaneció en el equipo para afrontar la temporada en la categoría. Su primer gol en Primera División lo hizo el 31 de marzo de 2018 ante Levante U. D. desde fuera del área.
Disputó sus dos últimos encuentros con la camiseta gerundense en la jornada tercera y cuarta de la Segunda División 2020-21, partidos que acabarían con derrota frente al Sporting de Gijón y C. F. Fuenlabrada. En octubre de 2020 puso fin a su etapa en el Girona F. C. con el que jugó 6 temporadas en las que disputó 233 partidos, marcando un total de 16 goles y repartiendo 34 asistencias.[cita requerida]
El 6 de octubre de 2020 fichó por dos temporadas por el Club Bolívar de Bolivia, el club que dirigía uno de los accionistas del Girona F. C., Marcelo Claure. Puso fin a su etapa en el club el 6 de agosto de 2022, habiendo ganado con ellos el Torneo Apertura de ese año. Dos días después fue anunciado como nuevo jugador del Lommel S. K., donde permaneció dos campañas antes de regresar a Club Bolívar en junio de 2024. Esta segunda etapa en Bolivia fueron los últimos meses de su carrera que la dio por finalizada en enero de 2025.
En julio de 2025 regresó al Girona F. C. para trabajar en la secretaría técnica del filial.

## Clubes
| Club              | País    | Año       |
| ----------------- | ------- | --------- |
| C. E. Farners     | España  | 2006-2007 |
| F. C. Palafrugell | España  | 2007-2008 |
| C. D. Banyoles    | España  | 2008-2009 |
| A. E. C. Manlleu  | España  | 2009-2010 |
| U. E. Llagostera  | España  | 2010-2011 |
| U. E. Olot        | España  | 2011-2012 |
| U. E. Llagostera  | España  | 2012-2013 |
| Cádiz C. F.       | España  | 2013      |
| A. E. Prat        | España  | 2013-2014 |
| Girona F. C.      | España  | 2014-2020 |
| Club Bolívar      | Bolivia | 2020-2022 |
| Lommel S. K.      | Bélgica | 2022-2024 |
| Club Bolívar      | Bolivia | 2024-2025 |

## Palmarés

### Títulos nacionales
| Título          | Club         | País    | Año  |
| --------------- | ------------ | ------- | ---- |
| Torneo Apertura | Club Bolívar | Bolivia | 2022 |